# Bullaresjöarna

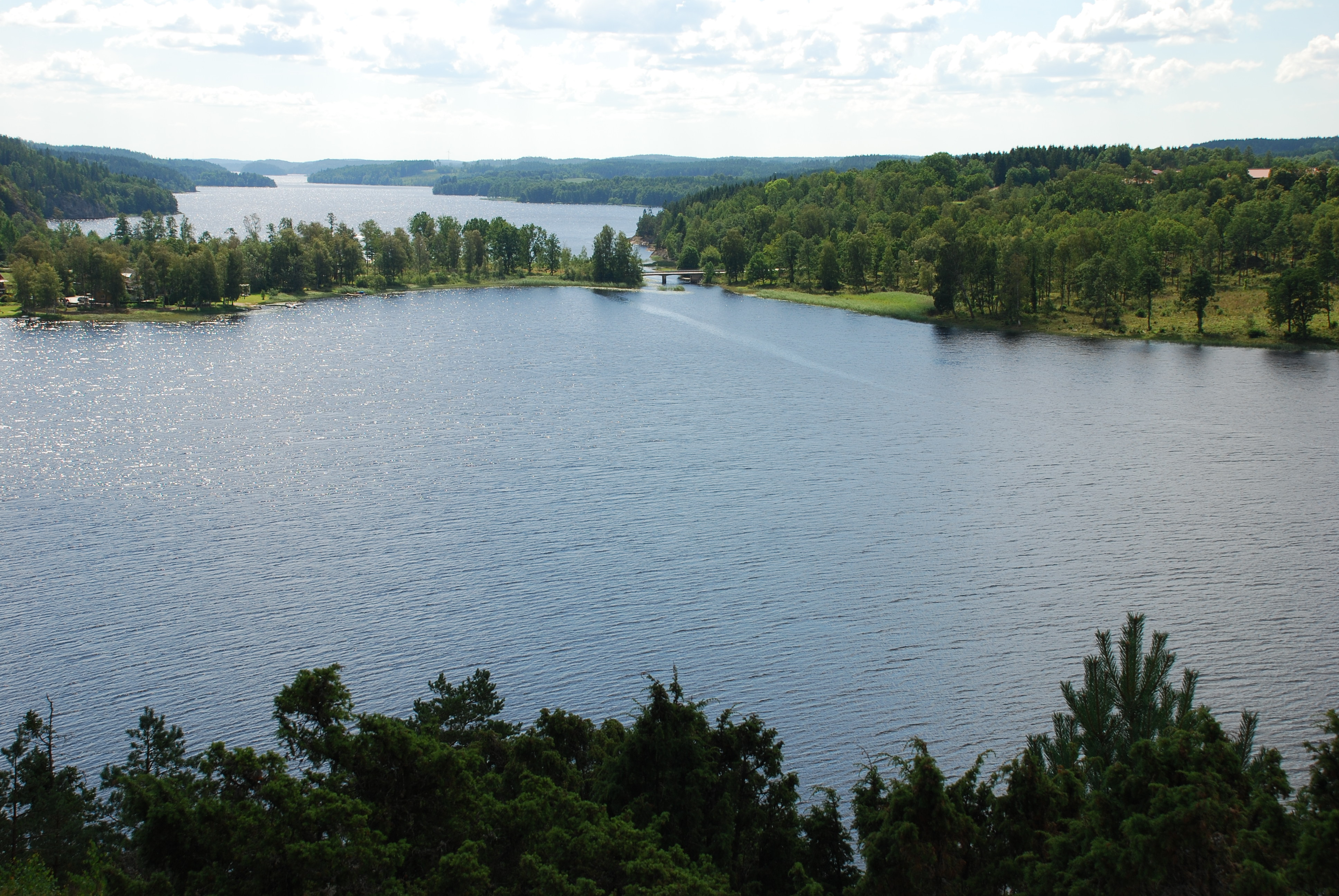
Södra Bullaresjön sedd från Olsborgs borgruin.

Bullaresjöarna är två långsmala sjöar i Bohuslän i Västra Götalands län: Norra Bullaresjön och Södra Bullaresjön. Den norra sjön ligger helt i Tanums kommun medan den södra till en del även ligger i Munkedals kommun. De är belägna i en sprickdal som sträcker sig från Idefjorden i norr till Gullmarsfjorden i söder. Länsväg 165 går parallellt med sjöarna på den västra sidan. Gränsen mellan sjöarna går vid Backa och Smeberg.
Sjöarna skiljs åt av en ändmorän som genombryts av Långvallälven, cirka två kilometer lång.
Långvallälven korsas av länsväg 164. Södra Bullaresjön smalnar av kraftigt mellan Tingvall och Sundshult där ett näs nästan delar den i två sjöar.
Sjöarna har en sammanlagd area av 17 km² och det största djupet är 39 meter. Den norra sjön är 8 km lång och den södra  20 km lång. De avvattnas norrut genom Enningdalsälven (Enningdalselva) till Idefjorden i Norge.